# Xylophanes rothschildi
Xylophanes rothschildi là một loài bướm đêm thuộc họ Sphingidae. Nó được tìm thấy ở Colombia, Ecuador và Peru phía nam đến Bolivia.
Sải cánh dài 63–72 mm. Ấu trùng có thể ăn các loài Rubiaceae và Malvaceae.